# Schola cantorum (Architektur)

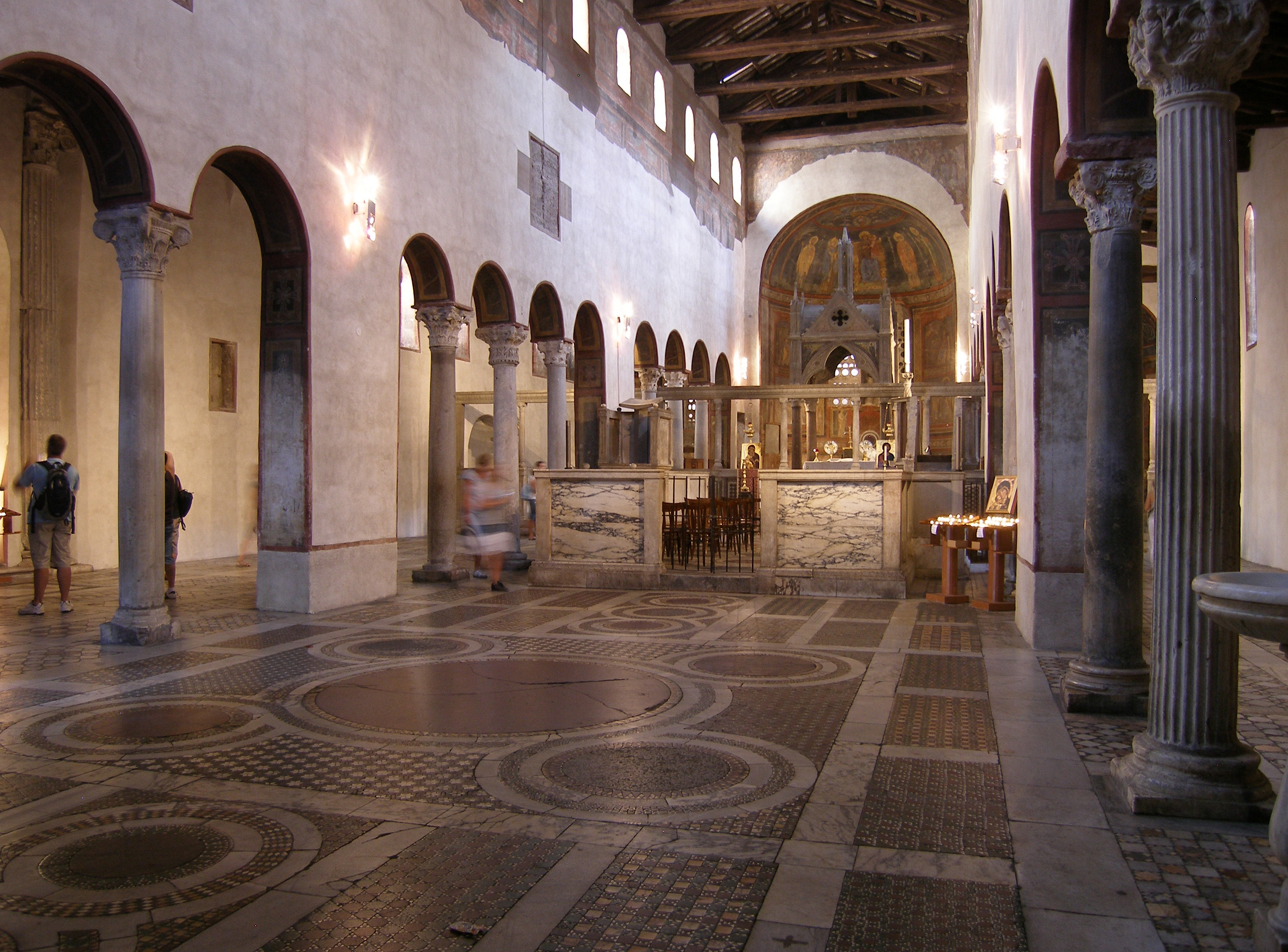
Die Schola cantorum in der römischen Kirche Santa Maria in Cosmedin

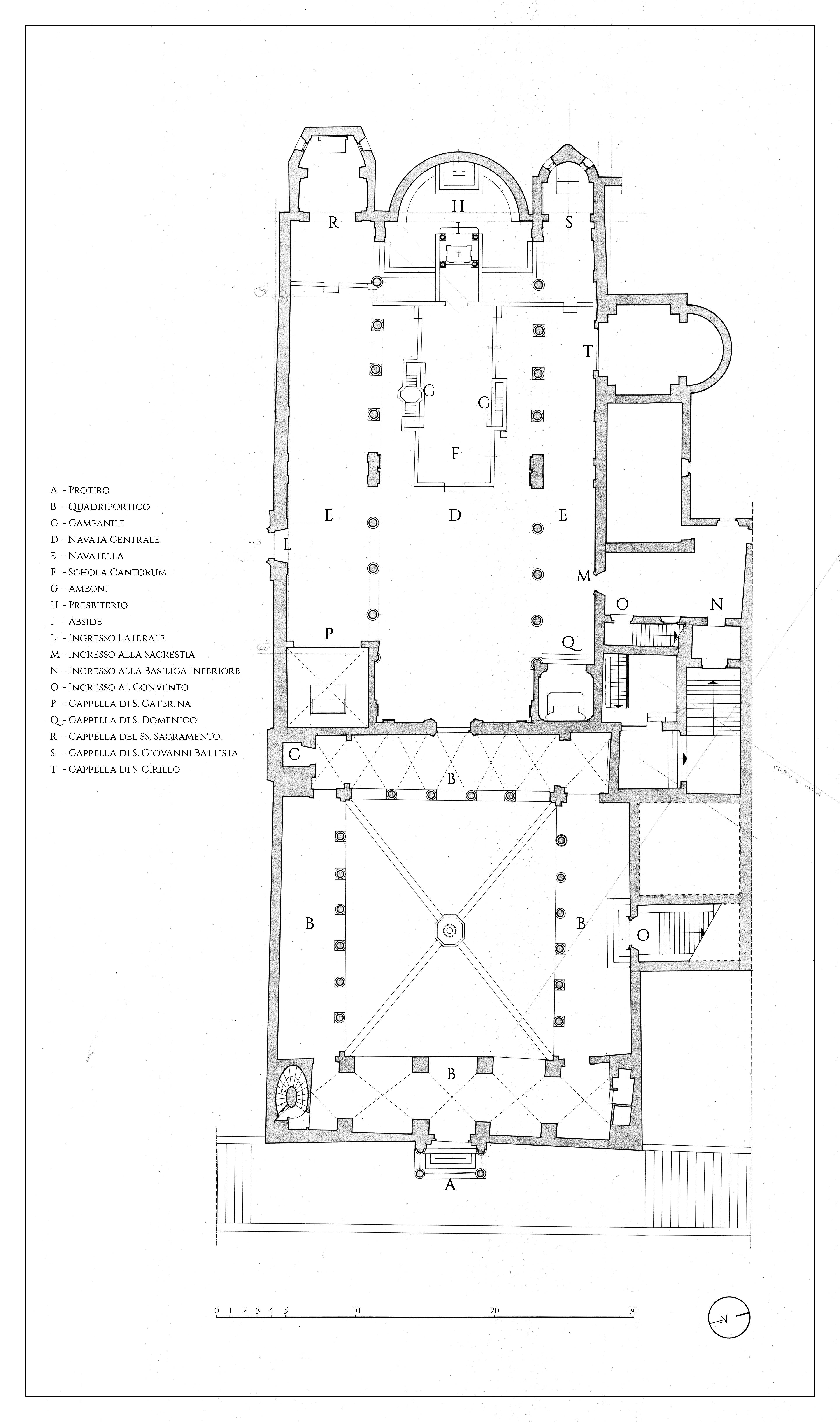
Grundriss der Kirche San Clemente; die Schola cantorum ist mit F gekennzeichnet.

Als Schola cantorum wird ein umschrankter Bereich in mittelalterlichen Kirchen bezeichnet. Er befindet sich im Mittelschiff der Kirche und war der Ort für Kleriker und den Sängerchor während des Gottesdienstes. Der Begriff „schola cantorum“ entstand erst später und findet sich erstmals im 16. Jahrhundert in einer Beschreibung der Kirche San Clemente in Rom durch Pompeo Ugonio.
Nach anfangs uneinheitlicher Gestaltung entwickelte sich ab dem 9. Jahrhundert bis zum 11. Jahrhundert der einheitliche Typus eines umschrankten rechteckigen Bezirks westlich vom Chor, etwa einen Meter von den Chorschranken entfernt. Er wurde durch Marmorschranken begrenzt und hatte Zugänge im Osten und Westen. In der Mitte der Längsseiten befanden sich gegenüberliegend erhöht der Ambo und die Kanzel. Die Umschrankung war häufig durch Kosmaten-Dekorationen geschmückt. Solche scholae wurde in Rom und Latium bis ins 16. Jahrhundert gebaut, bei Kirchenumbauten in der Barockzeit wurden sie meist entfernt. Der Ort für die Sänger war ab dann die Chorempore, meist an dem dem Altar gegenüberliegenden Ende des Hauptschiffs.  
Scholae cantorum sind bekannt aus folgenden Kirchen in Rom:
- San Giovanni in Laterano
- San Clemente (Unterkirche und Oberkirche, dort zum Teil wiederverwendet und erhalten)
- Santa Maria in Aracoeli
- Santa Sabina
- San Pietro in Vincoli (erhalten)
- Santa Maria Antiqua
- Santa Maria in Trastevere

Vergleichbar mit der Schola cantorum ist das Bema in frühbyzantinischen Kirchen Syriens als rituelles Zentrum während des Wortgottesdienstes. Den Binnenchor in spanischen Kathedralen aus der Zeit der Zeit der Spätgotik und der Renaissance bezeichnet man als Coro.